# الفرقان الحق
الفرقان الحق (بالإنجليزية: The True Furqan)‏، كتاب مكتوب باللغة العربية عن طريق محاولة استنساخ كتابات مطابقة القرآن، ودمج عناصر من تعاليم المسيحية التقليدية.
وفقاً لأخبار المعمدان Baptist News، فالمهدي وهو عضو في اللجنة التنفيذية لـ مشروع أوميغا 2001 - Project Omega 2001 قد أطلق هذه النسخة المعدلة في شهر أبريل 2001 مدعياً أن المسلمين يقولون «لم نتلق الرسالة الحقيقية للإنجيل»
ويعزى هذا الكتاب للمؤلفين الذين يذهبون من أسماء مستعارة من «آل الصفي» و «آل مهدي»، وتُرجم الكتاب إلى الإنكليزية من قبل أنيس شروش، الذي يسميه «أداة لتحرير المسلمين»، والذي يعتقد أيضاً أن محمد هو «المسيح الدجال». وهو يحتوي على 77 فصول مرقمة، بالإضافة إلى مقدمة وخاتمة. ووفقاً لأنيس شروش؛ فالفرقان الحقيقي هو محاولة للرد على التحدي في القرآن أن لا شيء يمكن أن تخلق مثل هذا العمل، ويشتمل على المسيحية بدلاً من الرسالة الإسلامية.
المبشر المسيحي الدكتور راي ذكر أن الكتاب هو أداة فعالة لما يُدعى «ما قبل التبشير الملائكي» للمساعدة في «نقد القرآن وشعبية مواقف المسلمين تجاه يسوع والحياة الأخلاقية». كتب المحرر والناشر المفكر الأميركي توماس ليفسون Thomas Lifson أن الكتاب «يقدم اللاهوت المسيحي في الطريقة التي تمكن أن تكون مفهومه من قبل المسلمين.» ولكن يقول أن بعض المسلمين يشعرون بالإهانة من الكتاب لأنهم يشعرون أنه عمل يسخر الإسلام ويحاول خداع المسلمين في قبول الفرقان.
وقد وصفت بأنها «دعاية المسيحي» منذ الآية الثانية التي تبدأ بالكلام عن «الثالوث الأقدس، وهو مفهوم غير إسلامي»، وأطلق المسلمين الأمريكين على الكتاب لقب «الخدعة» "hoax"، قائلين بأنه يمثل محاولة يائسة للعثور على بعض الوسائل لتحويل المسلمين عن دين الإسلام، لأنه على مر بضع مئات من السنين من الجهود المتضافرة لم تجلب مثل هذه المحاولات أي نجاح يُذكر في تحويل المسلمين عن دينهم. وبعض النقاد أطلق على الكتاب لقب الفقير من حيث الجودة والمسخرة في المحتوى "poor in quality and ridiculous in content" ومحاولة بائسة لتشويه القرآن الكريم عن طريق استنساخ ما يشبه الآيات القرآنية.
يعزي المسلمين بأن الكتاب المزعوم هو من عمل الحكومة الأمريكية أو الإسرائيلية كجزء من مؤامرة ضد الدين الإسلامي. جريدة سبق المصرية أدعت في عددها يوم 6 ديسمبر 2004، أن «صياغة صحيح الكتاب كان بمشاركة إسرائيلية مباشرة، وبتعليمات مباشرة من الرئيس الاميركي جورج بوش». نفت وزارة الخارجية الأمريكية مزاعم أي مشاركة من حكومة الولايات المتحدة في إنشاء الكتاب. ووفقاً لمترجم الكتاب أنيس شروش: «لم يكن هناك تدخل إسرائيلي في إعداد هذا الكتاب».
طرح الكتاب للبيع في الأسواق، وفي مواقع المبيعات الألكترونية مثل موقع أمازون.

## وصلات خارجية
- نسخة ممسوحة من الكتاب على archive.org
- قراءة في الكتاب المزعوم الفرقان الحق - د. محمد سالم بن شديد العوفي
- جريدة الرياض - الفرقان الحق" ليس حقاً، بل هو اقتراف للتزوير